# Віталій Скомаровський
Віталій Скомаровський (нар. 30 грудня 1963, Бердичів) — римо-католицький церковний діяч, єпископ Луцької дієцезії.

## Життєпис
Народився 30 грудня 1963 року в м. Бердичів Житомирської області. Після закінчення медичного училища і військової служби вступив до Ризької духовної семінарії, був висвячений на священика 27 травня 1990 року. В 1990—1991 роках працював вікарієм у Бердичеві, в 1991—1992 роках — секретарем єпископа та вікарієм у Житомирі, в 1992—1995 роках був настоятелем парафії в Сумах.
У 1995 році отця Віталія було призначено канцлером дієцезіальної курії в Житомирі та з 1998 року — настоятелем житомирського кафедрального собору святої Софії. У 2000—2002 роках — віце-ректор Вищої духовної семінарії у Ворзелі, з 2002 по 2011 роки виконував обов'язки ректора цієї ж семінарії.

## Єпископ
7 квітня 2003 року папа Іван Павло II призначив отця Віталія Скомаровського єпископом-помічником Київсько-Житомирської дієцезії. Єпископську хіротонію уділив 7 червня 2003 року митрополит львівський Мар'ян кардинал Яворський. 12 квітня 2014 року владика Віталій був призначений ординарієм Луцької дієцезії, урочисте введення до кафедрального собору святих апостолів Петра і Павла відбулося 17 травня 2014 року.
Єпископ Віталій Скомаровський є Головою комісії засобів масової інформації, комісій жіночих та чоловічих згромаджень, а також Генеральним Секретарем Конференції римсько-католицьких єпископів України.

## Нагороди
- Офіцерський хрест ордена «За заслуги перед Польщею»[1]